# Luxiaria calida
Luxiaria calida är en fjärilsart som beskrevs av W. Warren 1896. Luxiaria calida ingår i släktet Luxiaria och familjen mätare. Inga underarter finns listade i Catalogue of Life.